# Dino Djiba
Dino Djiba est un footballeur sénégalais né le 20 décembre 1985 à Dakar (Sénégal). Il évolue au poste de milieu défensif.
Il a participé à la Coupe d'Afrique des nations 2006 avec l'équipe du Sénégal.

## Carrière
| Saison    | Club        | Montant | Division | Matches | Buts |
| --------- | ----------- | ------- | -------- | ------- | ---- |
| 2003-2004 | FC Metz     |         | I        | 22      | 0    |
| 2004-2005 | FC Metz     |         | I        | 10      | 1    |
| 2005-2006 | FC Metz     |         | I        | 15      | 1    |
| 2006-2007 | FC Metz     |         | II       | 4       | 0    |
| 2007-2008 | FC Metz     |         | I        | 6       | 0    |
| 2008-2009 | CD Trofense | Libre   | I        | 0       | 0    |
| 2008-2009 | Gondomar SC | Prêt    | II       | -       | -    |

## Sélections
- 2004-2006 : 5 matchs et 0 but avec le  Sénégal[1]